# مسابقات ورزش‌های آبی اروپا ۲۰۰۶
مسابقات ورزش‌های آبی اروپا ۲۰۰۶ از ۲۶ ژوئیه تا ۶ آگوست ۲۰۰۶ در شهر بوداپست، مجارستان برگزار شده است.

## جدول مدال‌ها
میزبان 
| رتبه  | کشور      | طلا | نقره | برنز | مجموع |
| ۱     | روسیه     | ۱۶  | ۷    | ۳    | ۲۶    |
| ۲     | آلمان     | ۱۲  | ۱۰   | ۵    | ۲۷    |
| ۳     | فرانسه    | ۶   | ۳    | ۹    | ۱۸    |
| ۴     | ایتالیا   | ۵   | ۶    | ۱۱   | ۲۲    |
| ۵     | اوکراین   | ۵   | ۴    | ۵    | ۱۴    |
| ۶     | لهستان    | ۵   | ۲    | ۱    | ۸     |
| ۷     | سوئد      | ۳   | ۳    | ۰    | ۶     |
| ۸     | بریتانیا  | ۲   | ۵    | ۶    | ۱۳    |
| ۹     | هلند      | ۲   | ۳    | ۳    | ۸     |
| ۱۰    | مجارستان  | ۲   | ۲    | ۵    | ۹     |
| ۱۱    | فنلاند    | ۱   | ۰    | ۱    | ۲     |
| ۱۲    | اسپانیا   | ۰   | ۴    | ۰    | ۴     |
| ۱۳    | یونان     | ۰   | ۲    | ۵    | ۷     |
| ۱۴    | اتریش     | ۰   | ۲    | ۰    | ۲     |
| ۱۵    | کرواسی    | ۰   | ۱    | ۱    | ۲     |
| ۱۶    | بلاروس    | ۰   | ۱    | ۰    | ۱     |
| ۱۶    | نروژ      | ۰   | ۱    | ۰    | ۱     |
| ۱۶    | اسلواکی   | ۰   | ۱    | ۰    | ۱     |
| ۱۹    | جمهوری چک | ۰   | ۰    | ۲    | ۲     |
| ۲۰    | دانمارک   | ۰   | ۰    | ۱    | ۱     |
| ۲۰    | رومانی    | ۰   | ۰    | ۱    | ۱     |
| ۲۰    | اسلوونی   | ۰   | ۰    | ۱    | ۱     |
| مجموع | مجموع     | ۵۹  | ۵۷   | ۶۰   | ۱۷۶   |